# Жимоедов, Александр Степанович
Александр Степанович Жимоедов (род. 24 апреля 1941, Яркуль, Усть-Таркский район, Новосибирская область, РСФСР, СССР) — советский и российский педагог, народный учитель СССР, заслуженный учитель профессионально-технического образования РСФСР, почётный гражданин города Копейска, кавалеры ордена «Знак Почёта». 

## Биография
Александр Степанович Жимоедов родился 24 апреля 1941 года в селе Яркуль Усть-Тарского района Новосибирской области. 
В 1961 году, вернувшись после службы в армии, окончил горнопромышленное училище № 3 города Копейска по профессии «машинист врубовых машин и горных комбайнов». В 1971 году окончил Челябинский государственный педагогический институт по специальности «преподаватель физической культуры».
С 1964 года работал руководителем физического воспитания в ПУ № 34. На протяжении 33 лет работы в профессиональном училище №34 по инициативе А.С. Жимоедова была построена значительная спортивная инфраструктура: легкоатлетический зал, стрелковый тир, спортивная площадка с 300-метровой беговой дорожкой, четыре спортивных зала. Кроме того,  был переоборудован актовый зал общежития для занятий атлетической гимнастикой. 
В 1988–1992 году был депутатом Копейского городского Совета народных депутатов, являлся председателем постоянной депутатской комиссии по образованию. Работал заместителем председателя совета по начальному профессиональному образованию Главного управления образования и науки Челябинской области (ныне Министерство образования и науки).
В июне 1997 года Александр Жимоедов занял должность директора профессионально-технического училища № 11 в городе Копейске. К 2002 году в училище были оснащены и сертифицированы кабинеты истории, литературы, специальных технологий, а также оборудован компьютерный класс. Совместно с Копейским машиностроительным заводом была разработана система подготовки кадров с оплатой труда студентов.

## Награды и звания
Орден Знак Почёта (1976)
Заслуженный учитель профессионально-технического образования РСФСР (1981)
Народный учитель СССР (1990)
Почётный гражданин города Копейска (2000).